# Svensktoppen
Die Svensktoppen ist eine Hitparade in Schweden. Das bekannte Programm dazu wird seit 1962 vom Radiosender Sveriges Radio sonntäglich gesendet. Gespielt und vorgestellt werden Musik aus Genren wie schwedischer Schlager- und Dansbandsmusik.

## Geschichte
Svensktoppen sind eine Hitparade, die im Lauf ihrer jahrzehntelangen Geschichte mehrere Veränderungen erfahren hatte. Dies betrifft die Art der Ermittlung dieser Top Ten, und auch die dabei zugelassenen Lieder und Interpreten. Da es sich dabei um eine Hitparade für schwedische Musik handeln sollte, ist die Auswahl der Interpreten auf einheimische Liedermacher eingeschränkt. Die genauen Regeln wurden dahingehend im Laufe der Jahre mehrmals geändert.

### 1961–1970
Der Vorläufer zu den Svensktoppen war die Sendung De Tio, die von dem Piratensender Radio Nord am 12. November 1961 erstmals ausgestrahlt wurde. Nach dem Einstellen des Senders wurde die Idee von Sveriges Radio aufgegriffen, und dort als Svensktoppen im Programm Svensklördag integriert. Die erste Sendung lief am 13. Oktober 1962 aus dem Folkets Hus in Svärtinge, wo das anwesende Publikum die Abstimmung der Svensktoppen per Wahlknopf entscheiden konnte. Die Nummer eins wurde damals Midnattstango von Lasse Lönndahl. Nach der Vorstellung des Programms wurde Svensktoppen schon am 10. November 1962 ein eigenständiges Programm bei Sveriges Radio.

### 1970–1982
In den 1970ern stand das Konzept der Sendung unter weitgehender Kritik, da die Svensktoppen vor allem die Lieder und Interpreten der großen Plattenfirmen förderte und sich zu wenig für unbekanntere Gruppen einsetzte. Die bei Svensktoppen gespielte Musik entsprach auch nur wenig dem, was der Name der Sendung suggerierte, nämlich das Präsentieren der einheimischen Musik, die von schwedischen Musikern und Bands geschrieben wurde. Die Auswahl der Lieder enthielt ebenso englische Titel und Lieder, die von ausländischen Interpreten stammten. Durch die anhaltenden Diskussionen zu diesen Missständen kam es zu Festlegungen, die für die Liederauswahl der Svensktoppen galten und der Kritik gerecht werden sollten.
So wurde 1974 zunächst festgelegt, dass ein Lied in den Svensktoppen nur maximal zehn Wochen in der Hitparade gespielt werden konnte, was den rascheren Wechsel der dort vertretenen Lieder und Interpreten ermöglichen sollte. Die Auswahl der überhaupt zugelassenen Lieder wurde stark eingeschränkt. Die Texte der Songs durften ausschließlich von schwedischen Mitbürgern verfasst worden sein, das Gleiche galt für das Komponieren der Musik. Auch Lieder, die aus dem Ausland stammten und mit schwedischen Texten versehen waren, wurden nicht mehr bei den Svensktoppen gespielt. Das Regelwerk führte unmittelbar dazu, dass mehr oder weniger ausschließlich Dansbandmusik in der Sendung lief. 1978 wurden die Regeln gelockert, indem schwedische Übersetzungen ausländischer Songs wieder zugelassen wurden, soweit mehr als die Hälfte der Musikkomponisten eines Liedes schwedische Mitbürger waren.
Anfang der 1980er sollte das Programm eine Erneuerung erfahren, um die Svensktoppen für die Zuhörer attraktiver zu gestalten. Zum ersten Mal sollten die Hörer der Sendung darüber entscheiden können, aus welchen Liedern die Svensktoppen der Woche bestehen sollte. Dazu führten die Programmgestalter eine Wahl per Postkarte ein, mit denen die Top Ten der schwedischen Musik ermittelt werden sollte. Damit war erstmals jeder in der Lage, diese Hitparade zu bestimmen. Nach einigen Versuchen wurde die Zuschauerwahl wieder eingestellt, da sich die Svensktoppen plötzlich von Pop dominiert sah. Schnell wurde zu dem ursprünglichen Ermitteln der Hitparade durch eine Jury zurückgekehrt.
Die mangelnde Popularität führte 1982 dazu, dass die Sendung eingestellt wurde. Erst 1985 wurde das Konzept wieder aufgegriffen. Ersatzweise wurde ein Programm mit dem Namen Skivstafetten vorgestellt. Die Moderatoren besuchten dazu in jeder Woche eine andere Familie, die die Auswahl hatte, eine Top-5 und fünf weitere Herausforderer der nächsten Sendung zu bestimmen. Auch diese Sendung verzeichnete nur wenig Popularität und wurde im Frühjahr 1984 wieder eingestellt.

### 1985 bis heute
Ab 1985 wurde die Sendung Svensktoppen wieder in das Programm von Sveriges Radio aufgenommen. Dabei berief man sich weitestgehend auf die Regeln, die schon 1974 galten: die Lieder mussten von schwedischen Mitbürgern komponiert worden sein und auch die Texte durften nur auf Schwedisch verfasst werden. Dazu gab es eine Erweiterung der zugelassenen Inhalte, indem auch Instrumentalmusik und Lieder mit religiösen Inhalten gespielt wurden, was zur Neuentdeckung von Künstlern wie Lars Roos, Åsa Jinder und Roland Cedermark in den Svensktoppen führte.
Das Wahlverfahren wurde 1993 geändert, indem die zuvor ausgewählte Jury, die für die Bestimmung der Svensktoppen zuständig war, durch die Wahl mit Postkarte und später die Wahl durch Telefonabstimmung ersetzt wurde. Die übrigen Regeln wie die der zugelassenen Musikgruppen änderten sich dagegen nicht, und somit regierte weiter der Musikstil Dansband. Nachteil des angewendeten Wahlverfahrens war, dass in den Svensktoppen kaum Bewegung stattfand, da Neueinsteiger kaum eine Möglichkeit zum Einstieg in die Svensktoppen fanden, es sei denn, sie waren zuvor durch Sendungen wie den Melodifestivalen populär geworden.
Zur Erweiterung des Programms und der dort gespielten und vorgestellten Musik wurden die Regeln 2003 wiederum abgeändert. Es war nun erlaubt, auch Lieder mit fremdsprachigen Texten in die Svensktoppen zu wählen, vorausgesetzt, dass sowohl die Musik als auch der Text des Liedes von einem Schweden stammen. Das Televoting wurde wieder abgeschafft, und stattdessen wird die Auswahl der Songs erneut durch eine Jury bestimmt. Mitbestimmen kann jeder, wenn er in den Kreis der bestimmenden Jury aufgenommen wird. Die Mitglieder der Jury werden vom Sender repräsentativ ausgewählt, sind im Alter zwischen 16 und 79 Jahren und gehören für insgesamt vier Wochen der wahlberechtigten Gemeinschaft an.

## Wissenswertes
- Die Svensktoppen stammen aus dem von Sveriges Radio übernommenen Konzept, das ursprünglich von dem Piratensender Radio Nord 1961 kreiert wurde.
- Am längsten hielt sich das Lied Du är min man von Benny Anderssons Orkester & Helen Sjöholm in den Svensktoppen, nämlich 278 Wochen seit 2004, davon 38 Wochen auf Platz 1.[1]
- Mit 61 Songs in den Svensktoppen halten die Bands „Sten & Stenley“ und „Sten Nilsson“ den Rekord der beigetragenen Lieder.
- Jüngster dort vertretener Künstler ist Anita Hegerland, die es mit neun Jahren und ihrem Lied Mitt sommarlov 1970 in die Svensktoppen schaffte. Älteste Künstlerin in den Svensktoppen war die schwedische Sängerin und Schauspielerin Julia Cæsar, 1967 im Alter von 82 Jahren mit ihrem Lied „Annie från Amörrka“.